# Artistka
Artistka (Артистка) è un film del 2007 diretto da Stanislav Govoruchin.

## Trama
Il film racconta la storia di un'attrice talentuosa ma sfortunata la cui ragazza viveva con il marito in un appartamento vicino. E all'improvviso un compagno di classe di suo marito viene a visitare la famiglia e si innamora dell'artista.